# Isaac Parker
Isaac Charles Parker (Barnesville, Ohio, 15 de outubro de 1838 – Fort Smith, Arkansas, 17 de novembro de 1896) foi um juiz e deputado do congresso norte-americano do século XIX, que passou para a mitologia do Velho Oeste americano e personagem dos filmes de faroeste. Teve a seu cargo a administração da justiça no denominado Território Indígena, lugar de grande incidência de crimes na época. Tem sido conhecido popularmente como o «Juiz da Forca» pelo alto número de casos sentenciados que acabaram na aplicação da pena capital de morte por enforcamento.

## Infância e juventude
Foi o último filho do matrimônio de Jane e Joseph Parker. Cresceu nas proximidades da localidade de Barnesville no condado de Belmont em Ohio. A familia vivía numa zona eminentemente agrícola, mas o menino não se interessava muito pelo trabalho agrícola e mais ainda sob o sol. Sua preocupação principal era a de educar-se. Em sua juventude trabalhou como professor de escola para obter instrução superior e, com 17 anos, decidiu estudar Direito.
Depois de trabalhar como aprendiz na área legal, passou pelo exame de autorização para converter-se em advogado em 1859. Se dirigiu à cidade de St. Joseph, Missouri, onde trabalhou em um escritório jurídico. Obtevo emprego em cortes criminais e foi eleito como fiscal da cidade. Com a chegada da guerra civil, se alistou no 61º Regimiento de Emergência do Missouri. Em 1861 se casou.

## Carreira Política e Judicial
Em 1868 Parker buscou obter um cargo como Juiz do Distrito Número 12 de Missouri, o que conseguiu. Entretanto, suas ambições políticas o levaram a ser eleito congresista em 1870, cargo em que teve um desempenho notável, obtendo uma reeleição em 1872. Nesse período se destacou por sua defesa da Secretaria de Assuntos Indígenas e advocou pelo justo tratamento aos ameríndios da zona do Território Indígena. Seu cargo terminou em 1874 e em seguida buscou um cargo em um escritório de justiça pública.
Devido ao bom trabalho realizado com o Partido Republicano em seus anos de legislador, bem como à influência nos círculos políticos, obteve do presidente Ulysses S. Grant a nomeação de Chefe da Corte de Justiça no Território do Utah em 1875. Porém, ao mesmo tempo, Parker solicitou um cargo na cúpula da Corte Federal do Distrito Oeste de Arkansas em Fort Smith. Ao fim das contas, o presidente lhe otorgou este cargo. A jurisdição da corte compreendia, nessa época, o violento Território Índio.
A administração anterior desta corte estevo marcada pela corrupção. no primeiro ano de Parker como juiz, oito individuos foram julgados culpados e sujeitos a pena de morte. Em 3 de setembro de 1875, seis homens foram enforcados no Forte Smith, frente a 5.000 pessoas. Estas ações mostravam que as leis se estavam cumprindo na comarca.
Devido a disposições legais, a Corte Federal se reunia a cada dois meses. Porém, devido a carga de trabalho, os períodos se fundiram em um só. O juiz Parker se dedicou por inteiro a seus processos trabalhando seis dias por semana. Em 1883 um pedaço do território foi incorporado pelo Texas e Kansas, o que resultou em uma diminuição da área do trabalho. Não obstante, a chegada de mais povoadores vindos do Este do país fazia com que os processos não diminuíssem. Nesse tempo Parker teve uma posição destacada em sua comunidade, bem como sua esposa.
Em 1889 o congresso da nação estipulou que os casos da Corte Federal de Fort Smith fossem revistos pela Suprema Corte dos Estados Unidos. O que trouxe como consequência várias restrições a seus processos e, o mais grave, um bom número de invalidações de suas decisões relativas a penas capitais, com ordens de serem revistas.

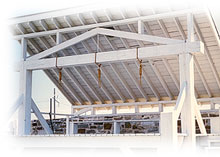
Vista atual do patíbulo em Fort Smith.

No ano de 1895 as últimas seções territoriais lhe foram subtraídas à Corte Federal do Território Indígena, e tal disposição seria cumprida em 1 de setembro de 1896. Nesse mesmo ano ocorreu a tentativa de fuga do criminoso Cherokee Bill, incidente do qual Parker culpou o Departamento de Justiça e a Corte Suprema. No ano seguente, dois meses depois de entrar em vigência as normas relativas à redução da jurisdição, o afamado Juiz Parker morreu.

## O Juiz da Forca
A posteridade apelidou ao jurista o mote de «Juiz da Forca» pelo excesivo número de casos que resultaram em penas de morte por enforcamento. Muitos dos quais atraíram a atenção pública e não fizeram mais que obscurecer sua atividade legal. Parker, em suas palavras, se propos construir «a força moral de uma Corte Federal enérgica». Agregado a tudo isto, a zona donde se encontrava sua jurisdição, o Territorio Indio, estava infestada de criminosos surgidos com a violência gerada pela guerra civil, além dos constantes movimentos populacionais devido à expansão da fronteira estadounidense até o oeste da nação. Lugares hermos eram ideais para todo tipo de foragido se esconder e a continuar a praticar seus crimes, onde a riqueza do gado e dos cereais envolvia também uma economia monetarizada e que tinha que usar longos caminhos para o trãmito do dinheiro enviado às cidades e estações de trem.
O mito ao seu redor se iniciou aproximadamente nos anos 1920, e foi crescendo na metade do século com a proliferação de novelas e seriados western na TV e cinema, que aumentaram a sua lenda. Alguns dos relatos surgidos eram, por exemplo, que ele observava em pessoa as execuções, quando na realidade era o oficial a cargo o responsável por elas; se assevera também —sem evidência— que chorava no momento de dar sentênça de morte; ou que pronunciava três vezes o final da sentença com estas palavras: «seja enforcado, até que esteja morto, morto, morto», algo também sem fundamento.
Desde 1873 até 1896, oitenta e seis indivíduos foram enforcados em Fort Smith. Destes, setenta e nove durante a administração do Juiz Parker. No total foram 160 sentenças à morte ditadas por ele, dentro das quais, 43 foram convertidas em prisão perpétua. O principal executor das provisões judiciais era George Maledon, que teve a seu cargo 60 execuções.
Apesar de todo este panorama sombrio, Parker se considerava um individuo reto e justo à hora de tratar com malfeitores pouco importantes. Por exemplo, Belle Starr recebeu prisão de um ano pelo roubo de um cavalo, e a um ancião de 98 anos, que havía sido culpado de fraude, lhe disse: «vá para sua casa e não peques mais». Em uma entrevista outorgada antes de morrer, comentou sobre seu trabalho:
Também falou sobre o que periodicamente tinha que confrontar: